# Chiesa della Santissima Trinità (Raduň)
La chiesa della Santissima Trinità (in ceco Kostel Nejsvětější Trojice) è la parrocchiale e principale luogo di culto cattolico che si trova a Raduň, comune del Distretto di Opava nella Regione di Moravia-Slesia, Repubblica Ceca. Appartiene alla diocesi di Ostrava-Opava, suffraganea dell'arcidiocesi di Olomouc, risale al XVI secolo ed è considerata monumento culturale nazionale.

## Storia

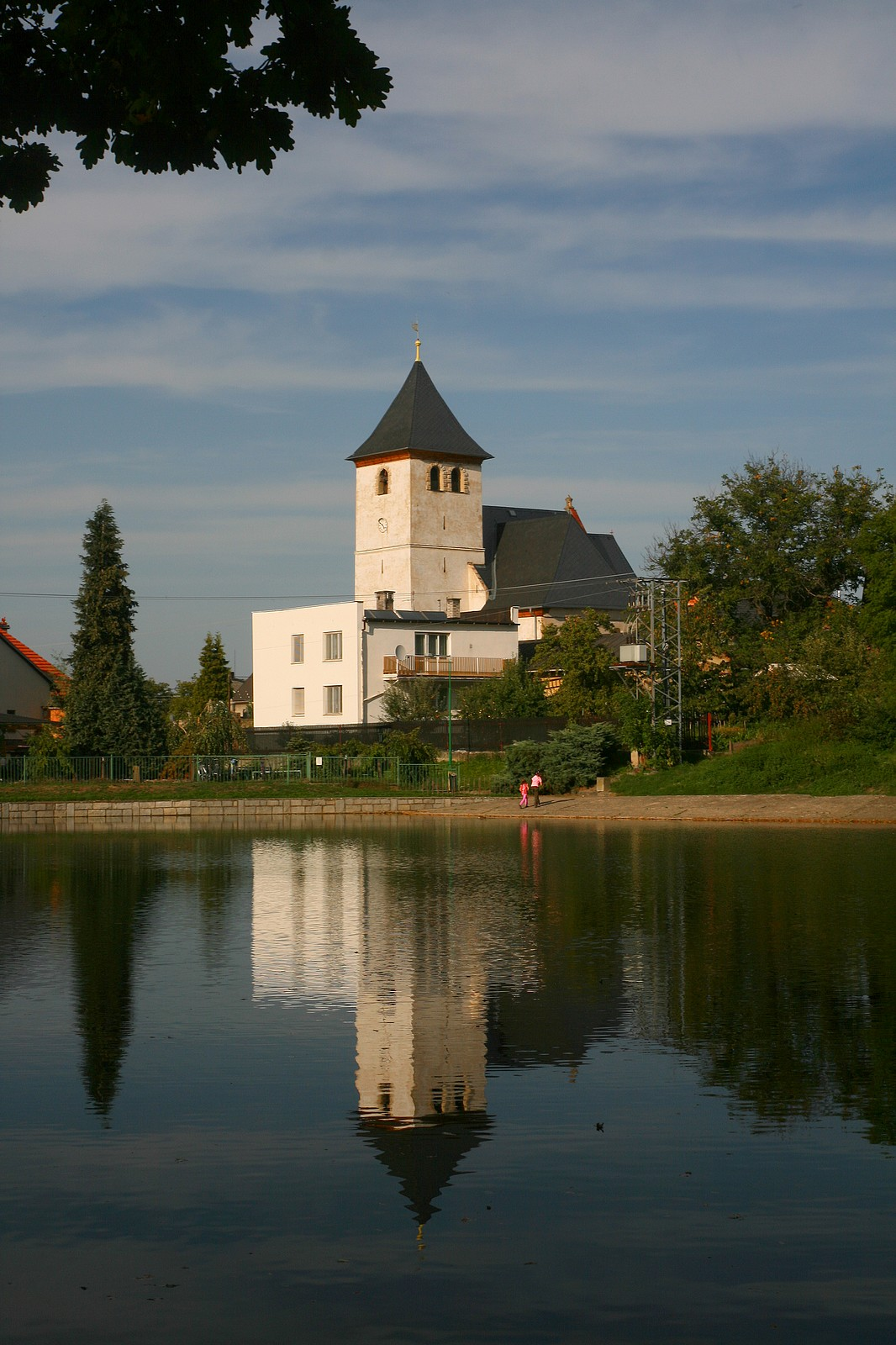
Chiesa della Santissima Trinità vista dal piccolo lago del parco del vicino castello

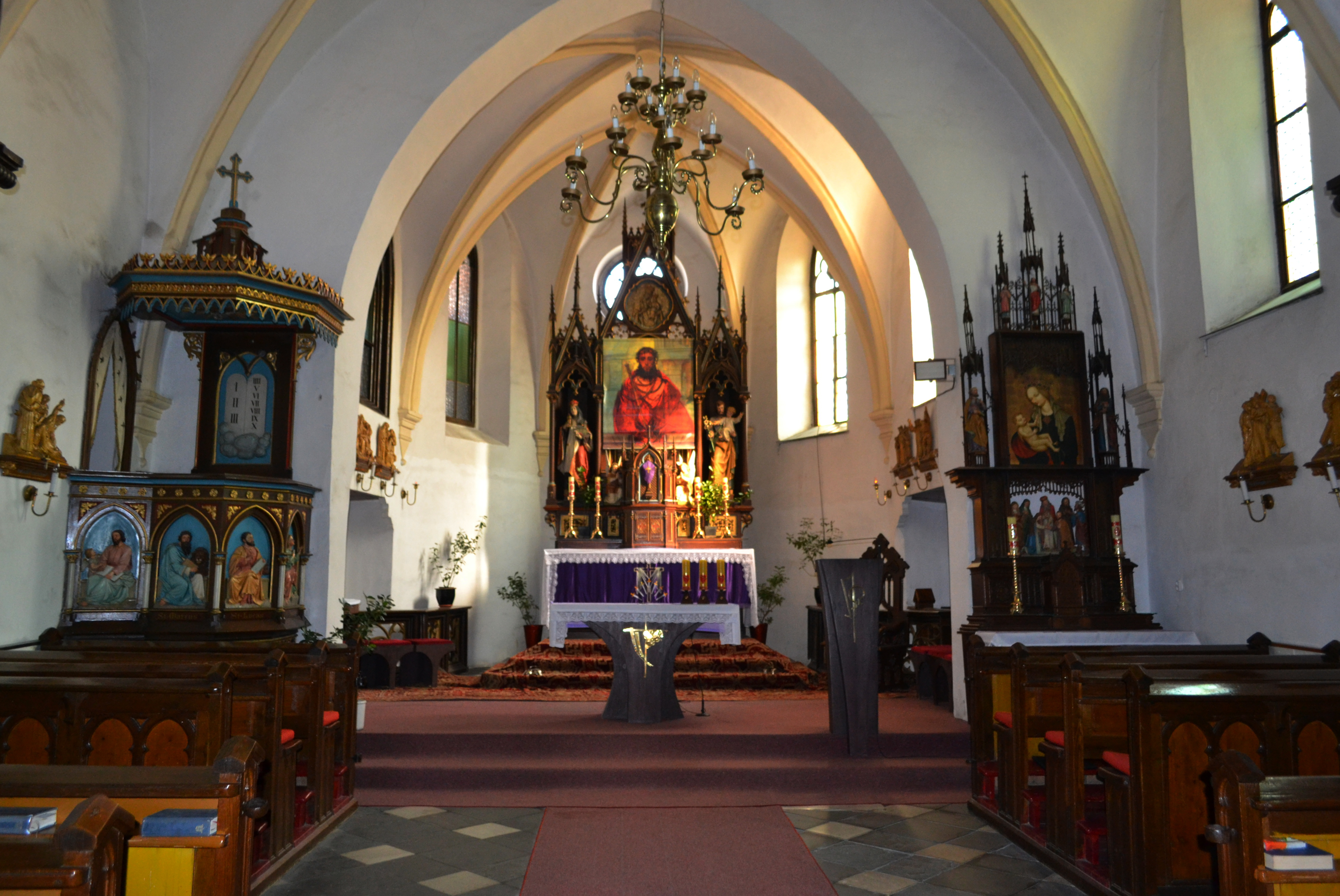
Interno della chiesa, con presbiterio e altare maggiore

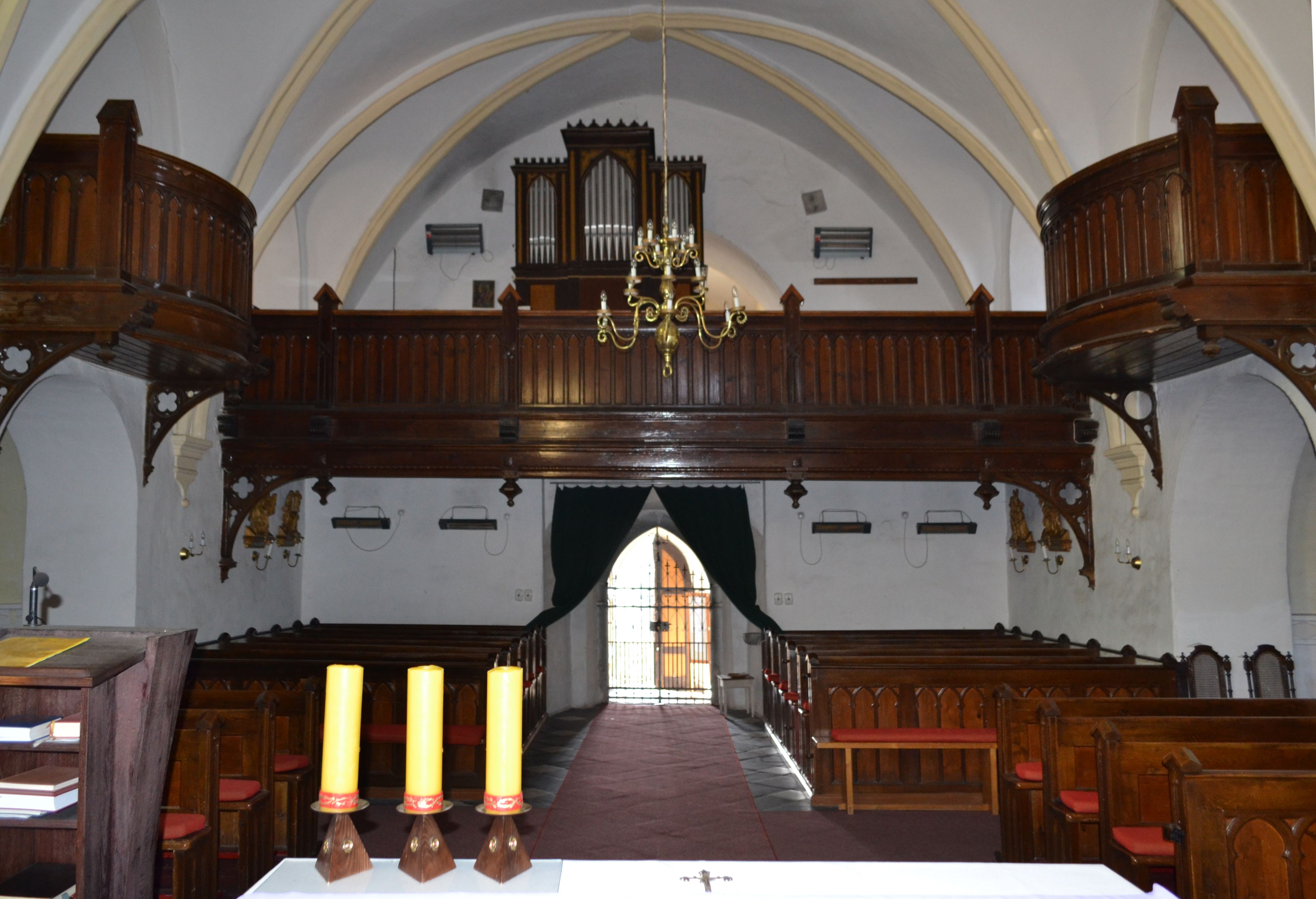
Interno della chiesa. Controfacciata con organo a canne

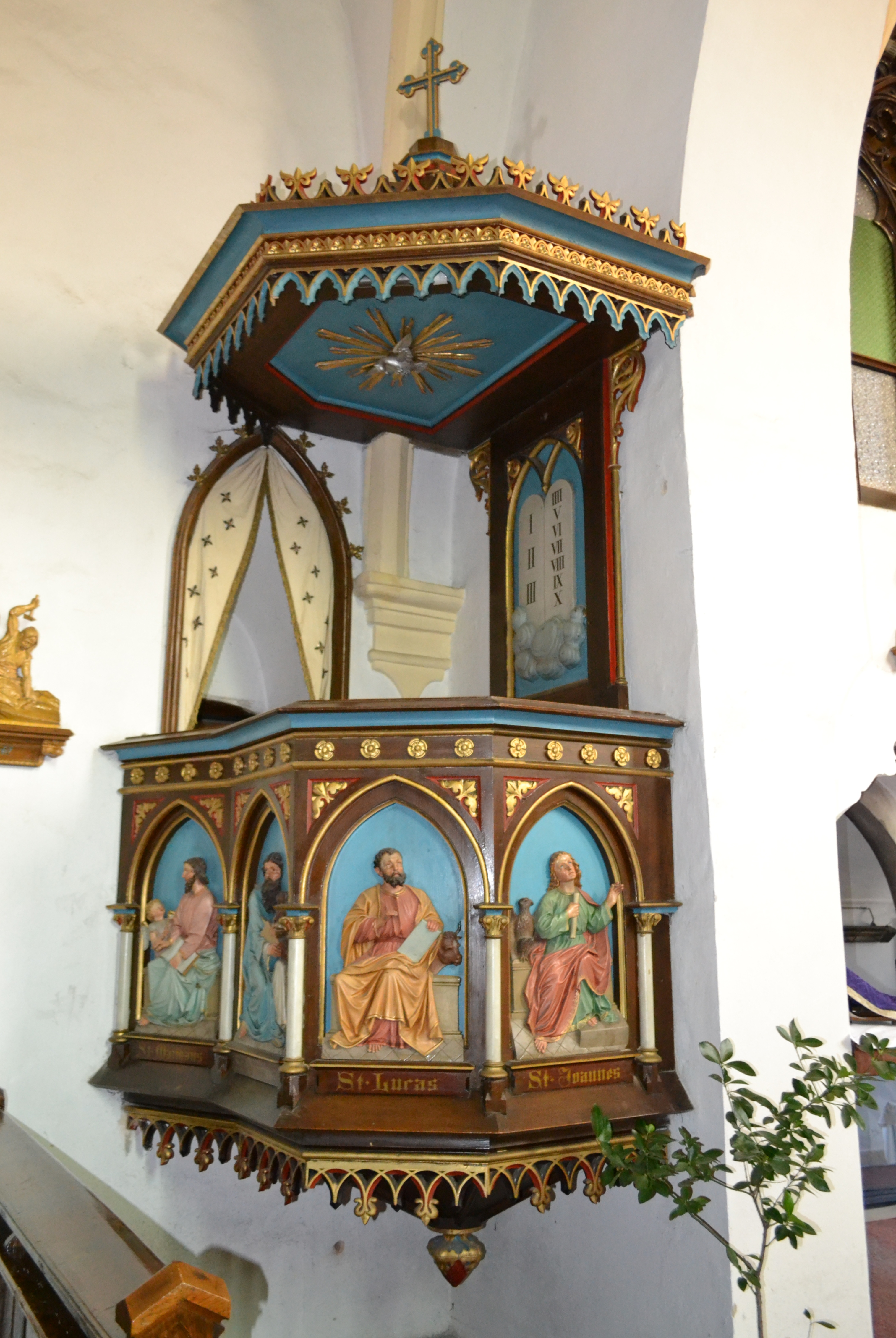
Pulpito

La costruzione della chiesa della Santissima Trinità iniziò attorno al 1598 quando Pertold Tvorkovski di Kravaře decise di sostituire la precedente e fatiscente cappella di Sant'Anna. La costruzione fu ritardata da un'epidemia di peste e l'edificio fu completato solo nel 1603. La cerimonia di consacrazione della chiesa fu grandiosa ed ebbe luogo il 10 maggio 1603. Tvorkovský ebbe la promessa della canonica della sua tenuta dall'allora vescovo cardinale di Olomouc Franz Seraph von Dietrichstein. La parrocchia però durante la guerra dei trent'anni venne soppressa per poi essere ripristinata. Nel 1929 in una cripta della chiesa fu sepolto il conte Lothar Blücher, allora proprietario del castello di Raduń, e fu l'ultimo che venne sepolto nella chiesa.

## Descrizione

### Esterni
La chiesa della Santissima Trinità si trova a Raduň, comune della Regione di Moravia-Slesia, Repubblica Ceca, posta al limitare del grande parco del castello. Conserva un aspetto di struttura difensiva e mantiene anche le forme rinascimentali dell'epoca. La facciata è caratterizzata dalla imponente torre campanaria alla cui base si trova l'accesso principale. Attorno alla chiesa, compreso dal muro in pietra al quale si accede tramite una scalinata, si trova il cimitero della comunità. Il muro con cancelli e scala di accesso è stato costruito dopo il 1823.

### Interni
La navata interna è longitudinale e l'accesso avviene attraverso il vestibolo posto sotto la torre. Attraverso l'arco santo si accede al presbiterio e alle cappelle laterali della navata trasversale. Le navate della chiesa e il presbiterio sono coperti da una volta a crociera. L'interno della chiesa è caratterizzato dalle tribune, dal pulpito e dagli altari neogotici. Nella chiesa ci sono due cripte volute dal fondatore Pertold Tvorkovski per la sua famiglia.

### Monumento nazionale culturale della Repubblica Ceca
La tutela dei monumenti della Repubblica Ceca considera la chiesa della Santissima Trinità di Brno un monumento culturale nazionale tutelato col numero di catalogo 1000134964.